# Богданув (Малопольське воєводство)
Богданув (пол. Bogdanów) — село в Польщі, у гміні Козлув Меховського повіту Малопольського воєводства.
Населення — 116 осіб (2011).
У 1975-1998 роках село належало до Келецького воєводства.

## Демографія
Демографічна структура станом на 31 березня 2011 року:
|          | Загалом | Допрацездатний вік | Працездатний вік | Постпрацездатний вік |
| -------- | ------- | ------------------ | ---------------- | -------------------- |
| Чоловіки | 56      | 11                 | 34               | 11                   |
| Жінки    | 60      | 17                 | 22               | 21                   |
| Разом    | 116     | 28                 | 56               | 32                   |